# Subarachnoïdale bloeding
Een subarachnoïdale bloeding (vaak afgekort als SAB) is een bloeding rond of in de hersenen onder het spinnenwebvlies (arachnoidea). Meestal treden deze bloedingen op vanuit een aneurysma van een arterie die onder de hersenen loopt, vlak bij of deel uitmakend van de cirkel van Willis. De oorzaak is meestal een van tevoren al bestaande vaatafwijking, namelijk een klein plaatselijk aneurysma en soms een kluwen van bloedvaten, een arterioveneuze malformatie (AVM). Vroeger dacht men dat aneurysmata aangeboren waren, uit recent onderzoek blijkt echter dat deze zwakke plekken in de vaten in de loop van het leven ontstaan. Risicofactoren voor het ontstaan van deze aneurysmata zijn hoge bloeddruk, roken, polycysteuze nierziekten, erfelijke aanleg en atheromatose (vaatvervetting).

## Symptomen
De patiënt ervaart meestal een zeer plotseling optredende, zeer hevige hoofdpijn, 'de ergste hoofdpijn ooit', vaak omschreven als 'een knapje in het hoofd of de nek'. Hij of zij wordt onwel en kan suf worden en zelfs geheel het bewustzijn verliezen. De mate van bewustzijn kan worden bepaald aan de hand van de Glasgow-comaschaal. In een later stadium is er vaak enige nekstijfheid. Onder bepaalde omstandigheden kan neurologische uitval optreden, zoals halfzijdige verlammingen en spraakstoornissen, wanneer de bloeding uit het aneurysma ook een bloeding in het hersenweefsel (parenchym) zelf geeft. In ernstige gevallen valt de patiënt direct comateus neer en kan ter plaatse overlijden. Dat laatste komt in ongeveer 30% van de SAB's voor.
De diagnose wordt gesteld aan de hand van neurologisch onderzoek, het maken van een CT-scan en eventueel onderzoek van de hersenvaten met contrast (angiografie).

## Behandeling
Een subarachnoïdale bloeding is een medisch spoedgeval. Bij verdenking van een subarachnoïdale bloeding moet de patiënt zo snel mogelijk naar het ziekenhuis voor onderzoek door een neuroloog. De sterfte is aanzienlijk. Na een eerste subarachnoïdale bloeding die niet behandeld wordt, volgt vaak op korte termijn een herhaling van de bloeding. Om deze reden zal men in het ziekenhuis proberen de zwakke plek in de vaten (het "aneurysma") binnen 72 uur onschadelijk te maken. Dit kan op twee manieren; via een operatie door de neurochirurg ("clippen"), of via de slagaders door de interventieradioloog ("coilen"). Voor welke methode gekozen wordt hangt af van de plek en de vorm van het aneurysma. Soms is het niet mogelijk binnen 72 uur het aneurysma te behandelen. In dat geval wordt behandeling uitgesteld tot 10 dagen na de SAB, omdat tussen de 3 en de 10 dagen na de SAB de kans op complicaties van de behandeling heel groot is.

## Complicaties
Tijdens de behandeling kunnen verschillende nieuwe complicaties optreden:
- Hydrocefalus ('waterhoofd'); doordat het bloed de afvoer van hersenvocht (liquor) bemoeilijkt, kan dit de hersenkamers (ventrikels) doen uitzetten met als gevolg een hoge druk in het hoofd waarna een bewustzijnsdaling of coma kan ontstaan. Indien nodig kan een drain in de hersenkamers geplaatst worden (ventrikeldrain), eventueel ook onder in de rug (lumbale drain), alwaar het hersenvocht in verbinding staat met de ruimte rondom het ruggenmerg en de 'paardestaart' van uittredende zenuwen.
- Herseninfarcten ('beroertes'). Na 3-14 dagen kan het gebeuren dat gebieden in de hersenen onvoldoende doorbloeding krijgen en afsterven. Dit kan op een andere plek gebeuren dan waar de bloeding optrad. Eerder was de opvatting dat dit een gevolg is van samentrekkende bloedvaten, of vaatspasmen als reactie op het bloed. Later werd die theorie in twijfel getrokken en is niet zeker wat het mechanisme is. Het geven van nimodipine in de eerste weken na een subarachnoïdale bloeding kan deze infarcten soms voorkomen. Bij het ontstaan van beginnende infarcten kan gepoogd worden de hersenen van meer zuurstof te voorzien door meer vocht te geven en de bloeddruk te verhogen.
- Laag natriumgehalte in het bloed (hyponatriëmie).
- Nieuwe bloeding door nog niet behandeld of onvoldoende behandeld aneurysma.

## Prognose
Men kan stellen dat ongeveer 1/3 deel van de patiënten overlijdt, 1/3 deel blijvende schade overhoudt en 1/3 deel weinig tot geen gevolgen overhoudt aan een SAB.
De behandeling in het ziekenhuis vindt in de eerste 1 tot 2 weken meestal plaats op de intensive care, waarna de patiënt verder kan herstellen op de gewone afdeling neurologie of neurochirurgie.
Op lange termijn kunnen patiënten verlammingen of spraakstoornissen overhouden door de oorspronkelijke bloeding of door later ontstane vaatspasmen. Ook houden sommige patiënten klachten van hoofdpijn en anderen van (lichte) geheugen- en concentratiestoornissen en zelfs een verandering van karakter.